# Mesotritia maerkeli
Mesotritia maerkeli är en kvalsterart som beskrevs av Sheals 1965. Mesotritia maerkeli ingår i släktet Mesotritia och familjen Oribotritiidae. Inga underarter finns listade i Catalogue of Life.